# Шаованг (аэропорт)
Аэропорт Тхосюан (вьет. Sân bay Thọ Xuân, ранее аэропорт Шаованг, вьет. Sân bay Sao Vàng) — гражданский аэропорт и военная авиабаза в городе Шаованг (основан в 1999 году) в 45 километрах от города Тханьхоа одноимённой провинции (Вьетнам). На Тхосюане базируется 923-й истребительно-бомбардировочный полк ВВС Вьетнама.

## История
Авиабаза Шаованг была построена во время Вьетнамской войны в 1968 году, и использовалась как промежуточный аэродром для МиГов 923 авиаполка Демократической Республики Вьетнам.
Утром 13 апреля 1972 авиабаза подверглась атаке американских бомбардировщиков B-52, была повреждена взлётно-посадочная полоса и уничтожен один МиГ-17. Ещё одна бомбардировка произошла в мае, её совершили штурмовики A-6 ВМС США.
В 1980-х годах взлетно-посадочная полоса увеличена до 2800 метров, и Шаованг стал военным аэропортом первого класса, базой для самолётов самолетов Су-22.
5 февраля 2013 года началось аэропорт начал работать как пассажирский, началось сообщение с Хошимином. В 2013 году было перевезено 90000 пассажиров, в 2014 — 160000, в 2015 — 570713 (+249,6%).

## Эксплуатация
Аэтропорт имеет взлётно-посадочную полосу размером 3200×50 метров, стояночные места для 13 самолётов типа Airbus 320 или 6-7 Boeing 777/Airbus 330.
Перевозки осуществляют авиакомпании:
- Bamboo Airways
- VietJet Air
- Vietnam Airlines
- Jetstar Pacific Airlines